# Coppa delle Alpi 1978
La Coppa delle Alpi 1978 è stata la diciottesima edizione del torneo. Vi hanno partecipato le squadre del campionato francese e svizzero.
Ad aggiudicarsi la competizione fu il Servette, che vinse per 4-0 la finale disputata contro il Losanna.

## Squadre partecipanti
- Basilea
- Losanna
- Neuchâtel Xamax
- Nizza
- Stade Reims
- Servette
- Sochaux
- Strasburgo

## Finale
| Ginevra 15 agosto 1978                                                 | Servette  | 4 – 0 | Losanna |  |
| \| \| \| \| \| Elia 12’, 23’ Weber 85’ Barberis 88’ \| Marcatori \| \| |           |       |         |  |
|                                                                        |           |       |         |  |
| Elia 12’, 23’ Weber 85’ Barberis 88’                                   | Marcatori |       |         |  |